# ائیچیرو اودا
ائیچیرو اودا (انگلیسی: Eiichiro Oda؛ زادهٔ ۱ ژانویهٔ ۱۹۷۵) یک مانگاکا اهل ژاپن است. مشهورترین و شناخته‌ترین کار وی مانگای وان پیس است.
وی قبلا دستیار یکی از مانگاکا ها بوده است.